# Xã Flowerfield, Michigan
Xã Flowerfield (tiếng Anh: Flowerfield Township) là một xã thuộc quận St. Joseph, tiểu bang Michigan, Hoa Kỳ. Năm 2010, dân số của xã này là 1.562 người.